# Catasticta poujadei
Catasticta poujadei is een vlinder uit de familie van de witjes (Pieridae). De wetenschappelijke naam van de soort werd voor het eerst geldig gepubliceerd in 1887 door Paul Dognin. De soort komt, in een aantal ondersoorten, voor van Ecuador tot Bolivia.

## Ondersoorten
- Catasticta poujadei poujadei
- Catasticta poujadei clara Röber, 1909
- Catasticta poujadei condor Radford & Willmott, 2013[1]
  - holotype: "male, 4.IX.2010, leg. Jamie Radford"
  - instituut: MECN, Quito, Ecuador
  - typelocatie: "Ecuador, Zamora-Chinchipe, Destacamento Paquisha Alto, 3°53'50’’S,78°28'49’’W, 2425m"
- Catasticta poujadei eximia Röber, 1909
- Catasticta poujadei lamasi Eitschberger & Racheli, 1998